# 忒耳普西科瑞

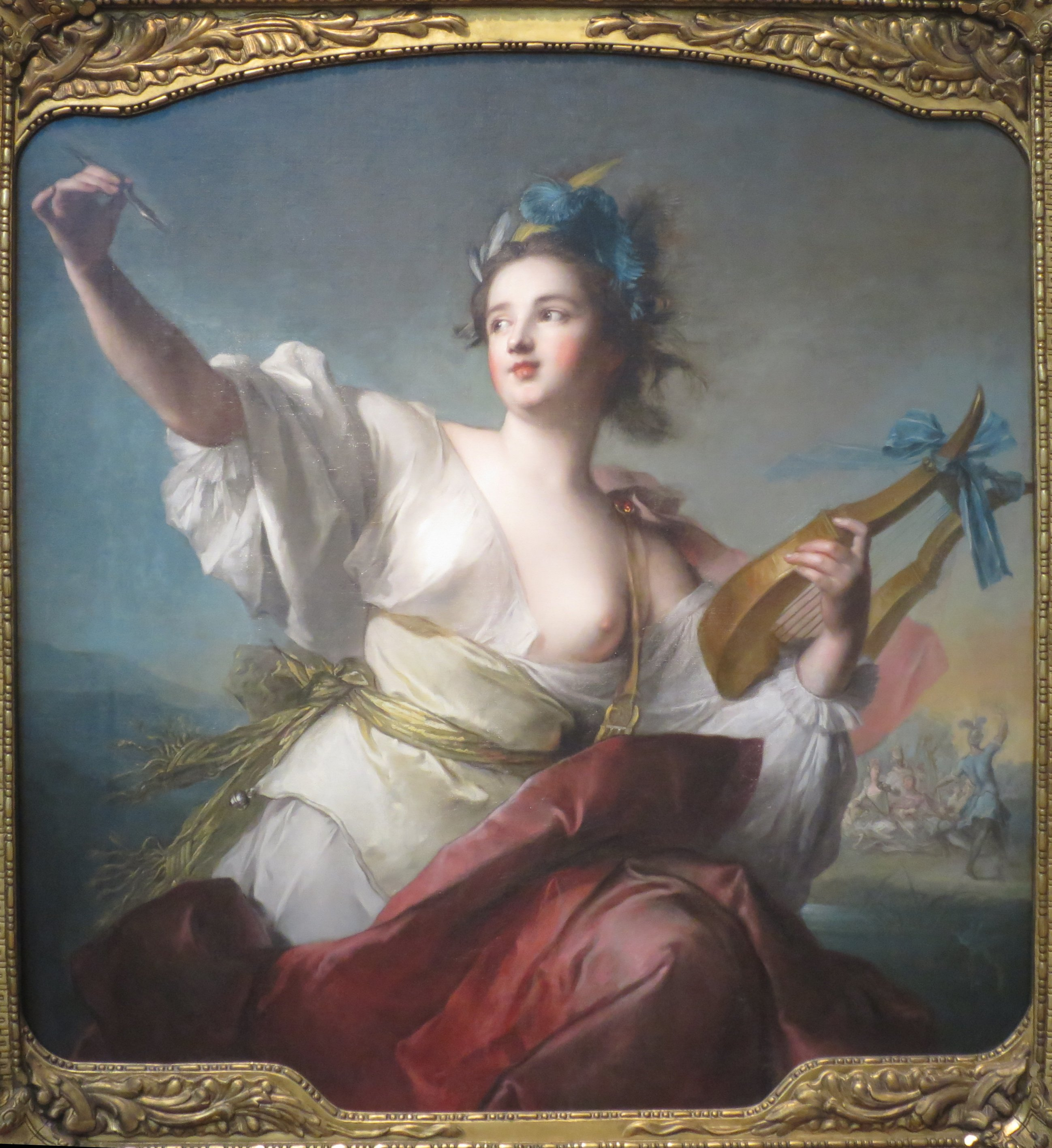
油画：忒耳普西科瑞，作者让-马克·纳捷

忒耳普西科瑞（古希腊语：Τερψιχόρᾱ），希腊神话中司舞蹈的缪斯。她的名字来自于希腊语词根“爱好”（τέρπω）和“舞蹈”（χoρός），合起来就是“爱舞蹈的”。
与其他八位缪斯一样，忒耳普西科瑞是宙斯和记忆女神谟涅摩叙涅的女儿。她是舞蹈的发明者，并负责掌管舞蹈，有时也被认为兼管戏剧合唱。在古典艺术中，忒耳普西科瑞的形象通常是一位坐着的少女，头戴月桂花冠，手持七弦琴。她的象征物是常春藤。
有些神话认为忒耳普西科瑞与河神阿刻洛俄斯结合生了西壬诸女妖。也有说法认为她是希腊神话中著名的歌手利诺斯的母亲（而一般认为此人的母亲是另一位缪斯乌剌尼亚）。
忒耳普西科瑞有时被与对酒神狄俄倪索斯的崇拜联系起来。

## 资料来源
- 《世界神话辞典》，辽宁人民出版社，ISBN 7-205-00960-X
- 《神话辞典》，（苏联）M·H·鲍特文尼克等，统一书号：2017·304